# Griveaudia vieui
Griveaudia vieui là một loài bướm đêm thuộc họ Callidulidae. Loài này có ở Madagascar.